# Zemětřesení na Krétě (365)
K zemětřesení na Krétě došlo v ranních hodinách 21. července roku 365 ve východním Středomoří. Předpokládané epicentrum se nacházelo ve Středozemním moři jihozápadně od Kréty. Geologové jeho sílu odhadují na více než 8,5 Mw. S takovou intenzitou způsobilo rozsáhlé škody ve značné části tehdejší Římské říše, což z dnešního hlediska zahrnovalo: střední a jižní části Řecka (na Krétě zničena téměř všechna města), severní Libyi, Egypt, Kypr, Sicílii a Španělsko. Bezprostředně po zemětřesení následovala mohutná vlna tsunami, jež zdevastovala východní a jižní pobřeží Středozemního moře, zejména Libyi, Alexandrii a deltu řeky Nil. Zabila několik tisíc lidí a mnoho spisovatelů pak katastrofu promítalo do svých děl.

## Geologické důkazy
Geologické studie z roku 2001 dávaly zemětřesení na Krétě z roku 365 do souvislosti s velkou seismickou aktivitou, která se následně objevila ve východním Středomoří od 4. do 6. století. Zemětřesení tedy mohlo aktivovat hlavní zlomy v přilehlém regionu. Dále je mu přikládán masivní výzdvih západního cípu Kréty o 9 metrů. To odpovídá zemětřesení o síle 8,6 Mw nebo seismickému momentu 1×1022 Nm. Tak silné zemětřesení přesahuje vše, co danou oblast v nedávných dobách postihlo.
Radiokarbonová metoda datování ukazuje, že mořské korály na pobřeží Kréty byly zvednuty o 9 metrů jediným a velice rychlým pohybem. Tsunami byla tedy vyvolaná zlomem pod Helénským podmořským příkopem poblíž Kréty. Jedná se o subdukci, kde se africká deska podsouvá pod eurasijskou a tím zde dochází k obrovskému napětí, které je uvolňováno zemětřeseními. Vědci odhadují, že k takovým událostem dochází pravděpodobně jednou za 5 000 let. Nicméně v ostatních částech zlomu je to zhruba jednou za 800 let.

## Tsunami
Římský historik Ammianus Marcellinus podrobně popsal tsunami, které zasáhlo Alexandrii v časných ranních hodinách dne 21. července 365. Jeho popis je obzvláště pozoruhodný, neboť jasně rozlišil tři hlavní fáze tsunami. Dle jeho výpovědi se zemětřesení odehrálo těsně po rozednění za doprovodu silného hřmění. Moře poté značně ustoupilo a odhalené mořské dno, kde uvízlo mnoho lodí a mořských živočichů, začali zkoumat zvědaví obyvatelé. Zanedlouho se moře vrátilo zpět a zničilo většinu budov na pobřeží. Lodě, které nebyly během běsnění potopeny, uvízly na střechách domů či hluboko ve vnitrozemí.
Tsunami v roce 365 bylo v Alexandrii tak zničující, že se jeho výročí každoročně připomínalo jako „den hrůzy“ až do konce 6. století.

## Galerie

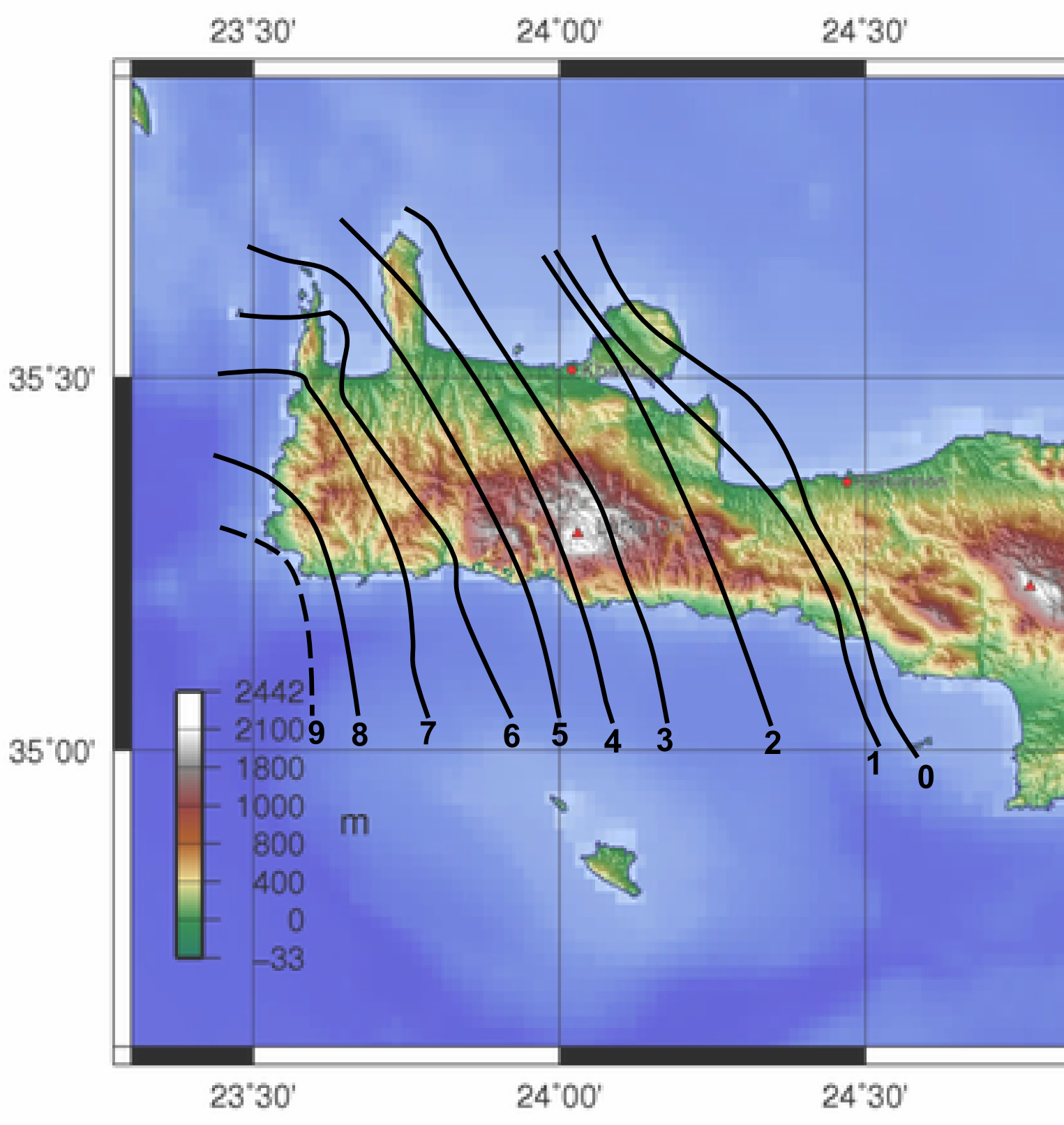
Izobary ukazující výzdvih v metrech.
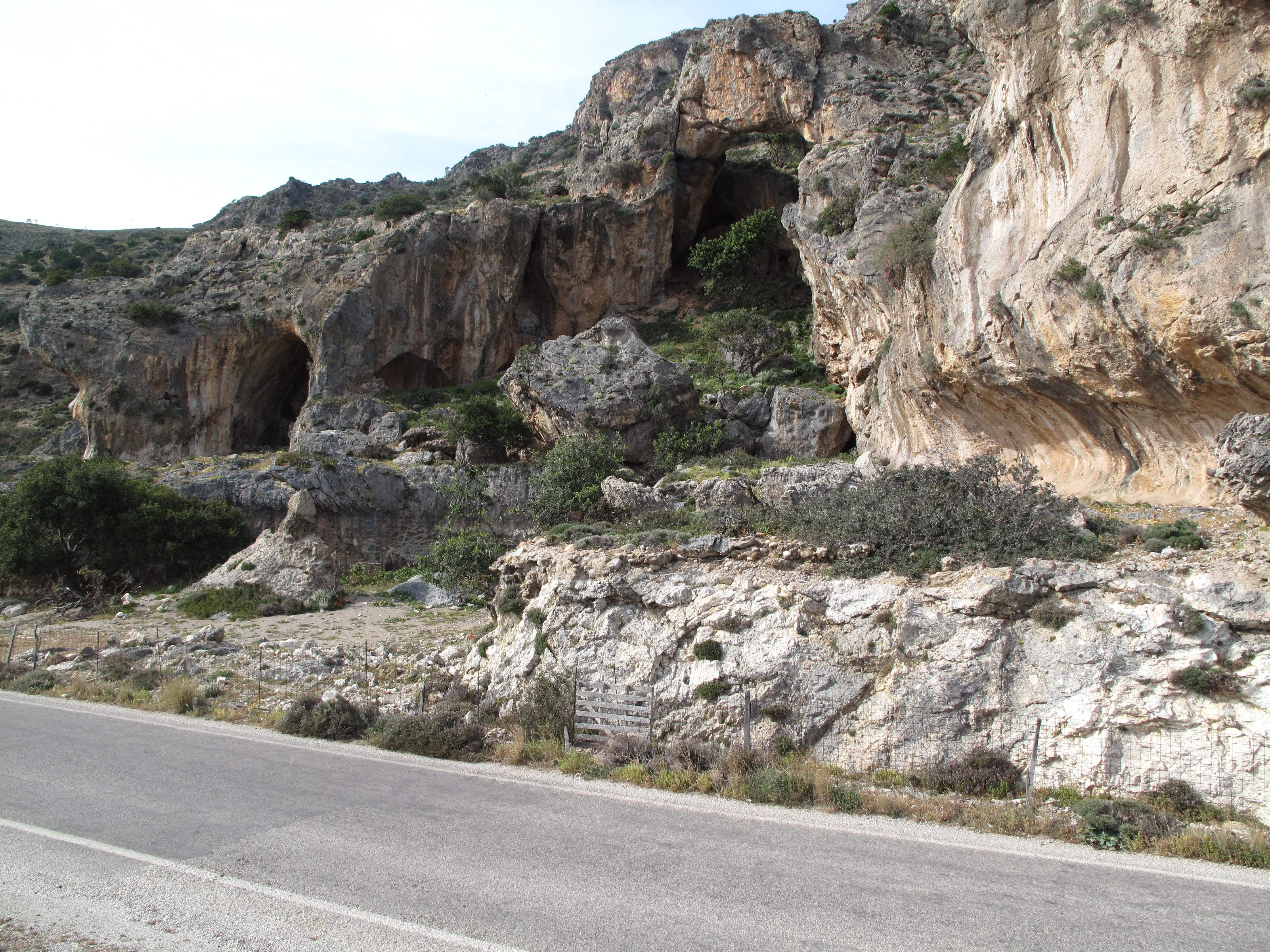
Pohled na vyvýšenou pláž s mořskými jeskyněmi v západní části Kréty.